# Jordskælvet i Marrakesh-Safi 2023
Jordskælvet i Marrakesh-Safi-regionen fandt sted 8. september 2023 ca. 23:11 lokal tid i området omkring byerne 
Oukaïmedene og Marrakesh i Marokko.
| - Ødelæggelser i Marrakesh og Moulay Brahim |